# František Slavík (duchovní)
František Slavík (15. února 1933 Slivenec – 11. října 2010 Praha) byl český duchovní, farář, který v letech 1988–1989 zastával funkci správce pražské diecéze Církve československá husitské.
Středoškolská studia absolvoval na Vančurově reálném gymnáziu v Praze (1951). Přestože chtěl být původně právníkem, přihlásil se na Husovu československou bohosloveckou fakultu v Praze. Zde poznal svého životního učitele Zdeňka Trtíka a svoji budoucí ženu Hanu, která rovněž působila jako duchovní Církve československé husitské. Kněžské svěcení v CČSH přijal 16. října 1955. 
Postupně sloužil jako farář v Kněževsi (1957–1959), Lužné (1959–1974), Praze-Smíchově (1974–1979) a Praze-Vršovicích (1979–1991). Po rezignaci biskupa Miroslava Durchánka byl od července 1988 do září 1989 diecézní radou v Praze pověřen správou pražské diecéze. V 90. letech nadále sloužil v náboženských obcích Církve československé husitské v Hostivici, Praze-Braníku a v Praze-Holešovicích. Vypomáhal též na Vyšehradě, v Praze-Podolí a v Praze-Spořilově. 
Poslední farářská léta pak prožil jako duchovní při pražské diecézní radě především v berounském vikariátu a v Praze-Holešovicích, kde se při bohoslužbách těšil vždy početné návštěvě věřících a inspiroval několik začínajících duchovních. Při svých cestách po náboženských obcích mohl naplno uplatnit svoji zálibu v autech, kterých vystřídal na dvacet.